# Xã Doylesport, Quận Barton, Missouri
Xã Doylesport (tiếng Anh: Doylesport Township) là một xã thuộc quận Barton, tiểu bang Missouri, Hoa Kỳ. Năm 2010, dân số của xã này là 231 người.